# Palazzo Grimani (San Luca)

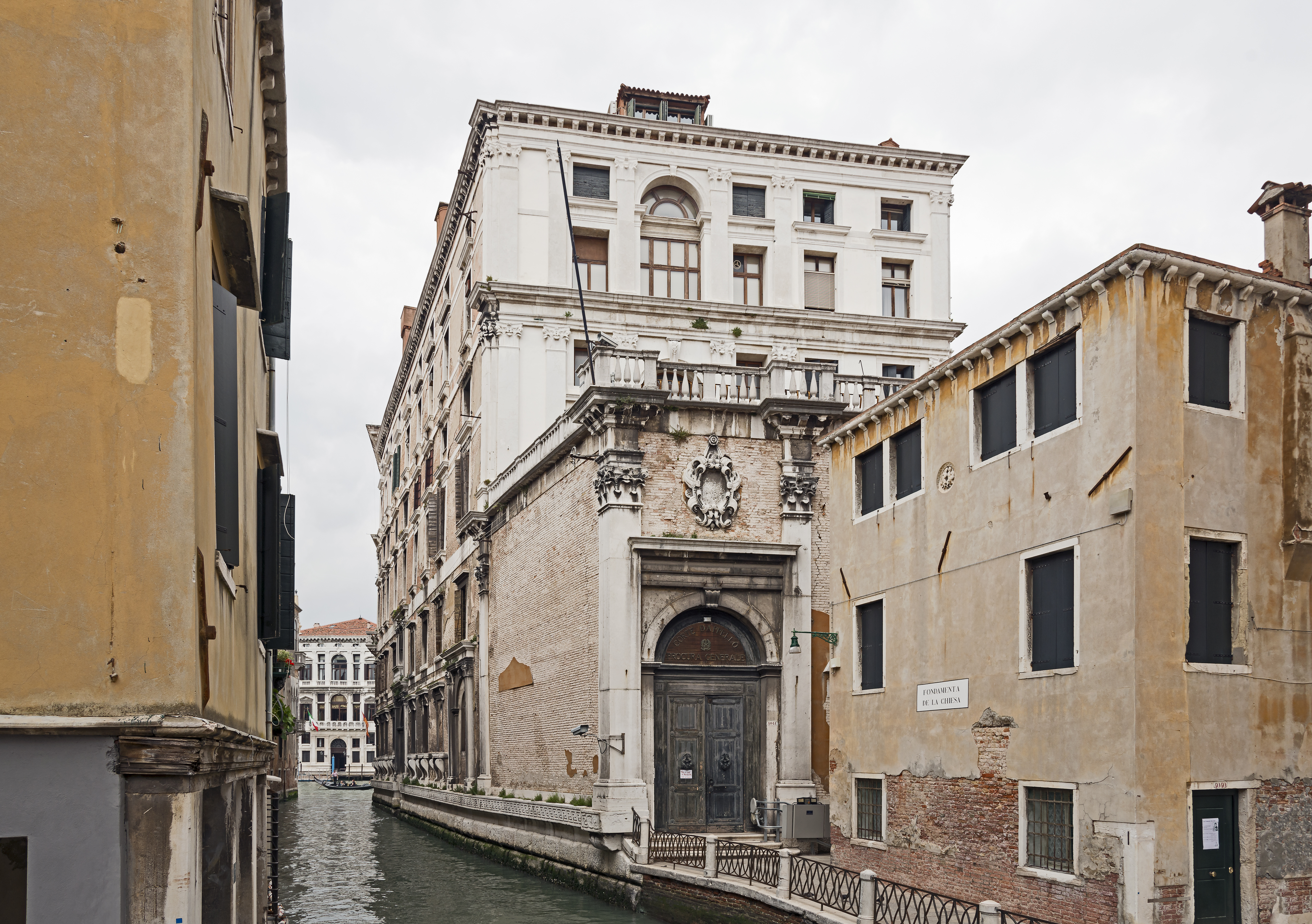
Facciata sul rio de san Luca

Palazzo Grimani è un imponente palazzo rinascimentale di Venezia affacciato sul Canal Grande nel sestiere di San Marco, non lontano dal ponte di Rialto.

## Storia
Il committente, il nobile Girolamo Grimani, annunciò l’intenzione di costruire il palazzo nell’estate del 1557 dopo che aveva rilevato il sito occupato da un palazzo in rovina nel marzo del 1556 dai fratelli Bertuccio e Marino Contarini.
Nel 1559, il piano terra venne completato appena prima della morte di Sanmicheli.
Dopo la morte dell’architetto la situazione divenne caotica. Infatti il committente prima convocò vari architetti, poi si mise egli stesso a dirigere il cantiere, fino a che nel 1561 affidò la direzione dei lavori a Giangiacomo de’ Grigi.
Il compito affidato a de’ Grigi era quello di completare il piano inferiore, per il quale furono realizzate due vittorie da inserire nei pennacchi dell’arco centrale della facciata dallo scultore Alessandro Vittoria, ma anche una completa revisione del progetto iniziale di Sanmicheli con un abbassamento della quota interna del soffitto dei piani primo e secondo.
Nel 1562, per 3000 ducati, venne stipulato un secondo contratto tra de’ Grigi e Grimani per la creazione di un mezzanino per l’ultimo piano oltre che una revisione del primo e del secondo piano.
Nel novembre del 1566 si aprì una controversia tra il committente e l’architetto per lavori che erano stati eseguiti senza essere previsti e lavori che non erano stati eseguiti pur essendo previsti, in particolar modo il dibattito era sull’esecuzione della facciata e sulla somma di denaro che Grimani doveva ancora corrispondere a de’ Grigi. Il contenzioso fu risolto grazie all’intervento di tre illustri architetti Palladio, Sansovino e Pietro Guberni che stabilirono quanto ancora da fare, il costo e la data entro cui consegnare l’opera, che fu fissata al 1º gennaio 1568.
Un ennesimo contratto però fu firmato da Grimani e de’ Grigi nell’ottobre del 1567.Nel 1570 Grimani, con una dichiarazione ufficiale, rammaricava l’ingente quantità di denaro speso per la costruzione del palazzo, che andava avanti da 12 anni e doveva ancora essere terminato.
Alla morte di de’ Grigi nel 1572 il palazzo doveva ancora essere terminato.
Nel 1575 i due figli di Girolamo Grimani, Marino e Almorò, dopo aver ereditato la fortuna del padre, fecero stilare una lista delle opere ancora non eseguite e del loro costo, stando a quanto Giovan Antonio Rusconi e altri architetti hanno riportato.
Il completamento dell’edificio fu realizzato solo tra la fine del sedicesimo e l'inizio del diciassettesimo secolo.
Il palazzo fu la casa della famiglia Grimani fino alla caduta della Repubblica di Venezia e successivamente la famiglia fu intenzionata a demolirlo. Fu il governo austriaco a preservarne il valore dalla data del suo acquisto, avvenuta nel 1805. Il palazzo venne riadattato e al suo interno fu collocata la direzione delle Poste. Dal 1818 il palazzo divenne demaniale e in seguito divenne la sede della corte d’appello, ruolo attivo fino ai giorni nostri.
Tra il 1972 ed il 1974 il palazzo fu restaurato con un particolare occhio e alla patina suggestiva lasciata nel tempo sulla facciata.

## Descrizione

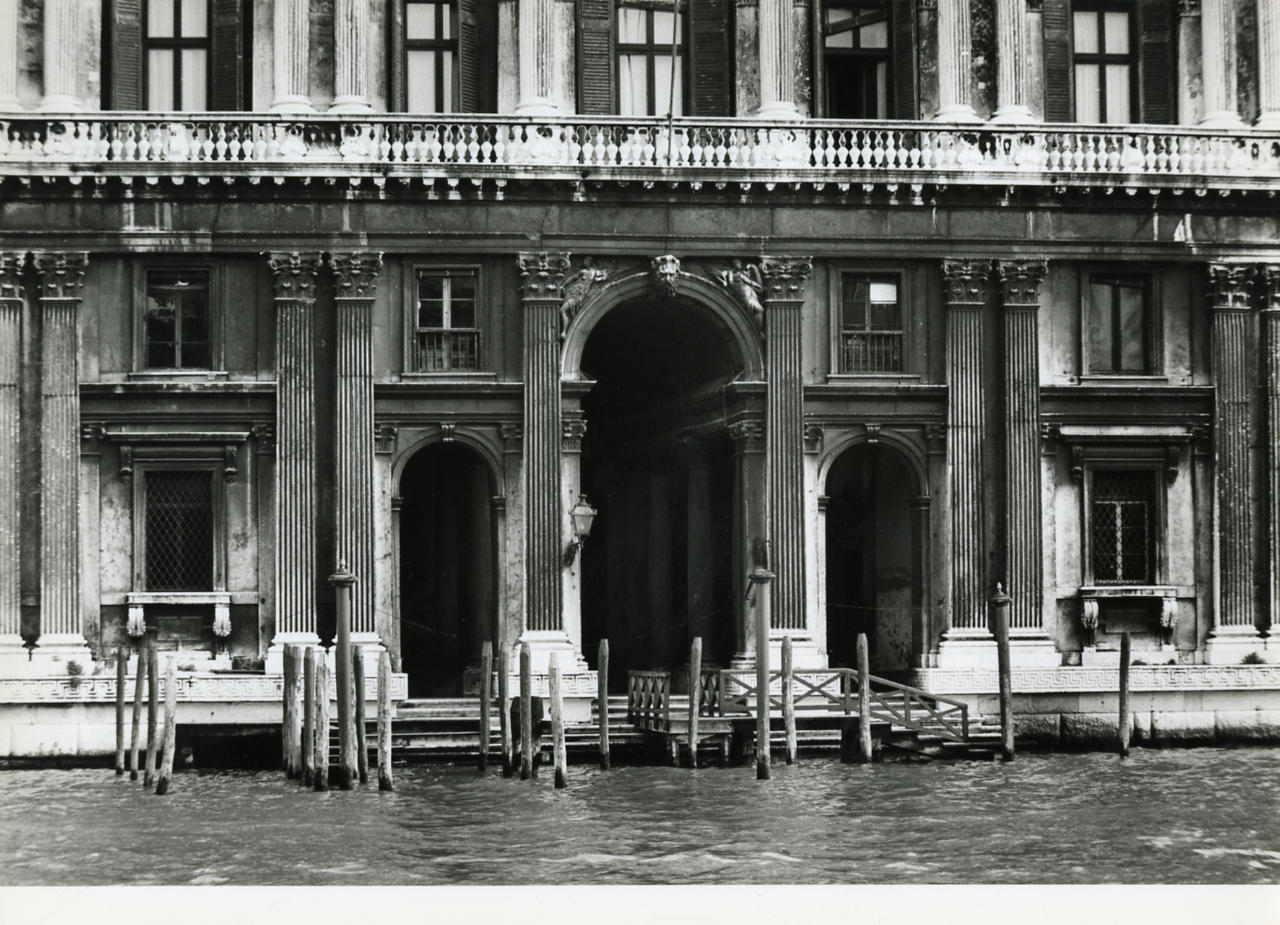
Dettaglio della porta d'acqua del palazzo fotografata da Paolo Monti, 1977

La pianta dell’edificio attuale sorge sopra quella dell’edificio preesistente, che fu adattato alla struttura del terreno, il quale forma un angolo obliquo con il rio di San Luca.
Attualmente il palazzo è suddiviso in due parti, una anteriore e una posteriore, la prima parte è poco profonda, mentre la seconda lo è di più, e si incontrano fino a formare un impianto ad “L”. La struttura del palazzo attuale riprende quella del palazzo preesistente con la differenza che la parte frontale era significativamente più bassa rispetto alla struttura principale posteriore.
Con l’intervento di ricostruzione l’altezza totale dell’intero edificio fu aumentata in modo considerevole, un mezzanino venne aggiunto ad ognuno dei tre piani principali e fu realizzata una volta per coprire l’androne.
L’impianto dei piani superiori segue un’impostazione analoga. Sia al piano nobile che all’ultimo piano il salone si sviluppa fino alla facciata e si trova spostato verso sinistra e dunque non corrisponde al centro. Questa asimmetria, però, esternamente non appare perché l’intelligente disegno della facciata prevede file di aperture di uguali dimensioni al livello sia dei piani principali che dei mezzanini che si inseriscono nell’elaborata trama architettonica. In realtà l’organizzazione di palazzo Grimani è praticamente identica a quella usata da Sanmicheli per il quasi contemporaneo palazzo Onori di Verona, che ha una facciata a cinque campate con il salone in posizione identica e anch’esso illuminato frontalmente da una combinazione di due finestre al piano principale e due al mezzanino.
La colossale facciata rivestita in pietra di palazzo Grimani è organizzata in cinque campate alternate, da una larga e una stretta, con le campate terminali di tutti e tre i piani inquadrate in un ordine accoppiato che la differenzia dalle tre centrali e l’ordine principale accoppiato in tutte e cinque le campate a un ordine minore.
Il piano terra è articolato con paraste corinzie scanalate accoppiata a un ordine minore sempre di paraste corinzie. Le tre campate centrali corrispondono all'atrio di ingresso e contengono un grande arco nel mezzo affiancato da un arco più piccolo a entrambi i lati, sormontati da un'apertura a mezzanino in un pannello in rientranza, mentre le campate terminali hanno finestre rettangolari con cornici e apertura mezzanino entrambe posizionate dentro pannelli in rientranza.
Il piano nobile che si sviluppa da una balconata continua, è caratterizzato da un ordine piuttosto tutto di semicolonne corinzie scanalate, appaiate ad ante agli angoli e accoppiate a un ordine minore di paraste corinzie, mentre l'ultimo piano ha un ordine ancora più basso di semicolonne corinzie che in questo caso sono accoppiate a paraste ioniche e sostengono una grande trabeazione di coronamento.
Su questi due piani la campata centrale le due campate terminali sono caratterizzate da archi che inquadrano finestre rettangolari sia a livello principale che del mezzanino, che però risultano nascoste da tamponamenti in rientranza di pannelli e imposte di legno, mentre le due campate più strette hanno finestre rettangolari che appaiono visibili a entrambi i livelli.

## Critica
(John Ruskin)